# أن
أن (بالفرنسية:Ans، بالوالونية:Anse) هي بلدية بلجيكا صغيرة تقع في المقاطعة الوالونية لياج. في 1 يناير 2006، كان عدد سكانها 27,322. المساحة الإجمالية للبلدية هي 23.35 كيلومتر مربع، ما يعطي كثافة سكانية تساوي 1,170 نسمة في الكيلومتر المربع. الرمز البريدي للبلدية هو 4430.
أن هي المنطقة النهائية في سباق الدراجات على الطريق لييج-باستوني- لييج.

## أعلام
- جان كلود جيرار
- ليون جيك